# MBM Automobile

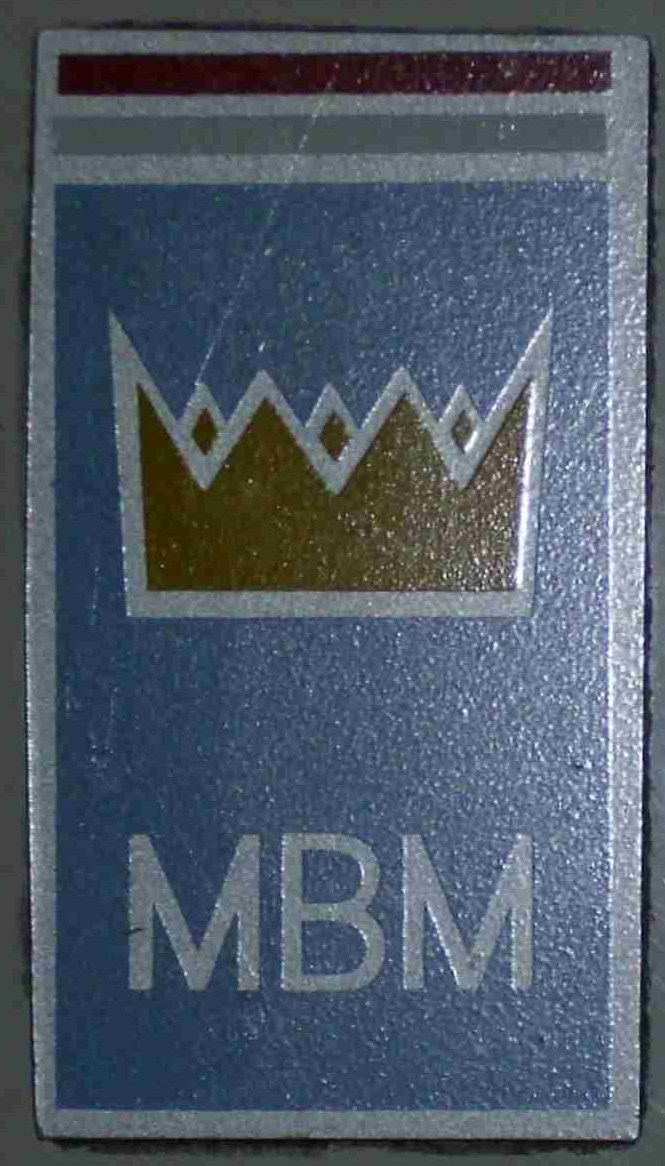
Emblem

MBM (auch: M.B.M.) war ein Schweizer Automobilhersteller, der in den frühen 1960er-Jahren in geringer Stückzahl Rennwagen und in Einzelexemplaren auch Strassensportwagen produzierte. Das von Peter Monteverdi geleitete Unternehmen ist der Vorläufer des Sportwagenherstellers Automobile Monteverdi, der ab 1967 an gleicher Stelle etwa eineinhalb Jahrzehnte lang Coupés, Limousinen und Geländewagen der Oberklasse baute.

## Der Hintergrund
Peter Monteverdi besass in Binningen im Schweizer Kanton Basel-Landschaft ein Unternehmen, das sich in den 1960er Jahren von einer Reparaturwerkstatt für Lastkraftwagen zu einem florierenden Handelsbetrieb mit Vertretungen verschiedener europäischer Sportwagenmarken entwickelte. Monteverdi war zeitweise Konzessionär für Ferrari, Lancia, Bentley, Jensen und BMW.
Bereits als Jugendlicher war Peter Monteverdi am Motorsport interessiert. In den 1950er Jahren nahm er als Rennfahrer an diversen Veranstaltungen kleinerer Klassen teil; insgesamt bestritt er nach eigenen Angaben etwa 80 Rennen. Zur gleichen Zeit begann er, eigene Rennwagen zu entwickeln und in seinem Betrieb herstellen zu lassen, die er unter der Bezeichnung MBM vermarktete. Einige der Konstruktionen fuhr Monteverdi auch selbst bei Motorsportveranstaltungen. Im Motorenbereich hatte er unterschiedliche Partner, die zeitweise auch bei der Namensgebung des Unternehmens berücksichtigt wurden.
Nach einer fünfjährigen Pause nahm Monteverdi 1967 die Herstellung von Fahrzeugen wieder auf, allerdings wechselte er das Marktsegment: Nunmehr entstanden Oberklasseautos mit grossvolumigen amerikanischen Motoren, die als Gran-Tourismo-Fahrzeuge ausgelegt waren. Anfänglich erwog Monteverdi, auch sie unter der Bezeichnung MBM zu vermarkten; entsprechende Verkaufsprospekte wurden Ende 1967 gedruckt. Kurz vor Aufnahme der Serienproduktion wurde die Markenbezeichnung dann auf Monteverdi umgestellt. Die Produktion von Automobilen endete in den frühen 1980er-Jahren.

## Namensgebung
Das Unternehmen firmierte zumeist unter der Bezeichnung MBM Automobile. Das Akronym MBM hatte im Laufe der Existenz der Marke unterschiedliche Bedeutungen. Anfänglich stand MBM für Monteverdi-Basel-Mantzel, wobei sich das letzte Glied auf Albrecht-Wolf Mantzel bezog, einen deutschen Ingenieur, der für das Tuning von DKW-Motoren bekannt war und zeitweise von ihm bearbeitete Motoren an MBM lieferte. Nachdem sich Monteverdi von Mantzel getrennt hatte, bezog er vorübergehend Triebwerke von dem deutschen Rennfahrer Gerhard Mitter, der seinerseits DKW-Motoren tunte. In dieser kurzen Phase stand das zweite M in der Markenbezeichnung für Mitter. Als sich Monteverdi schliesslich anderen Motorenherstellern zuwandte, wurde MBM zum Akronym für Monteverdi-Basel-Motors.

## Fahrzeuge der Marke MBM
Der Schwerpunkt des Unternehmens lag auf der Herstellung von Rennsportwagen. Nach Monteverdis Angaben produzierte MBM von 1960 bis 1962 insgesamt 18 Fahrzeuge unterschiedlicher Spezifikation.

### Formel Junior
Die ersten Rennwagen, die den Namen MBM trugen, waren Fahrzeug für die Formel Junior. 1960 und 1961 erschienen, auf einen Prototyp namens „Bamosa“ folgend, vier verschiedene Modelle, die technisch miteinander verwandt waren und als Typen A, B, C und D bezeichnet wurden. Zeitgenössische Rennberichte und Meldelisten greifen diese Differenzierung üblicherweise nicht auf; sie sprechen bei den Einsatzfahrzeugen jeweils nur von MBM bzw. MBM-DKW.

#### Bamosa

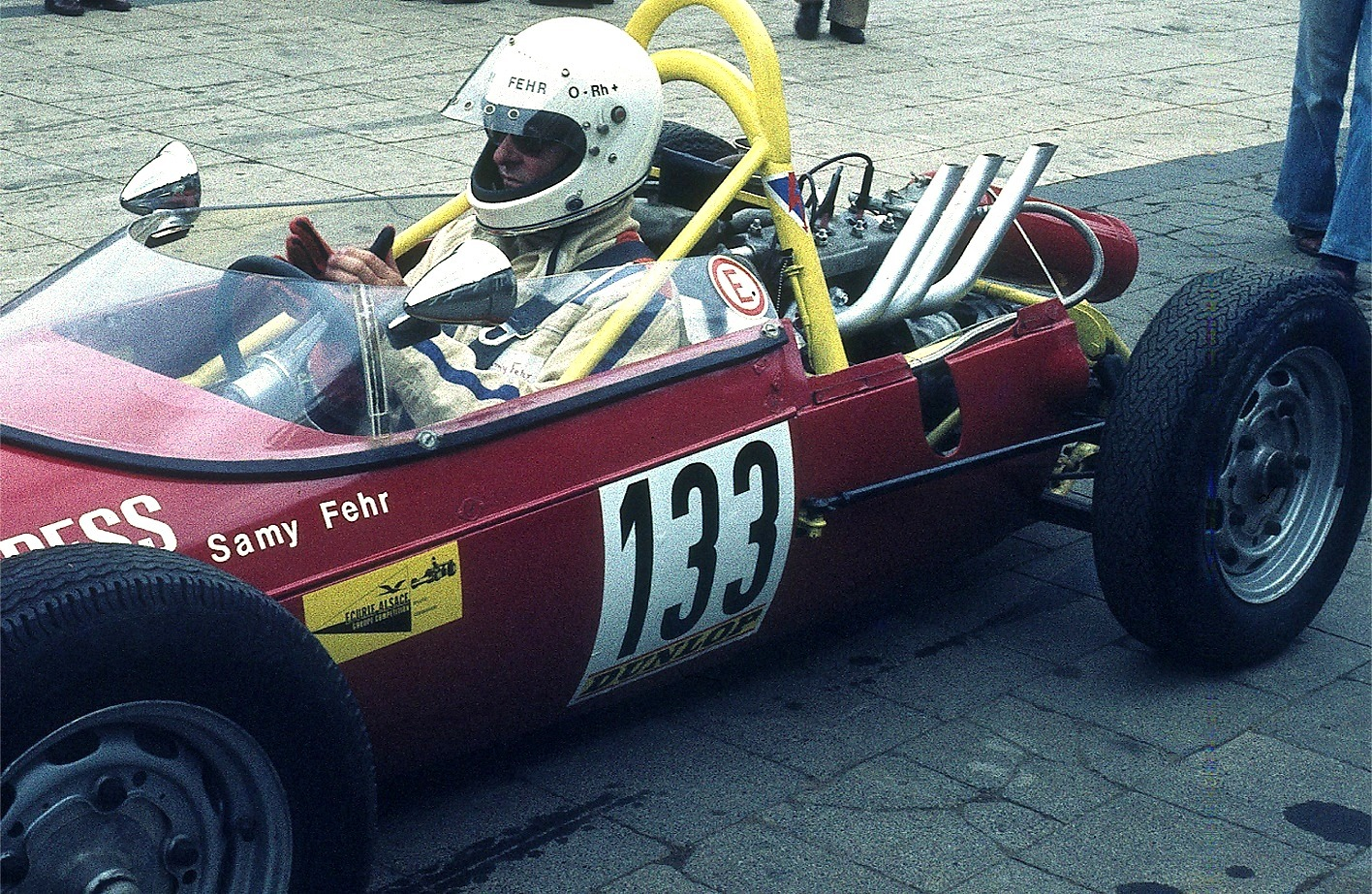
Mit dem Bamosa äusserlich identisch: Sauter Formel Junior

Der Prototyp trug die Bezeichnung Bamosa. Sie war eine Umschreibung für Basel-Monteverdi-Sauter und enthielt einen Hinweis auf die vorübergehende Beteiligung des Schweizer Rennwagenkonstrukteurs Sauter. Nach anfänglichen Plänen sollte Kurt Sauters Unternehmen die Karosserien für den von Peter Monteverdi konzipierten Rennwagen liefern.
Das Auto hatte einen bei Monteverdi aufgebauten Gitterrohrrahmen und verwendete diverse Grossserienkomponenten: Die Vorderradaufhängung etwa wurde von Volkswagen übernommen, die Lenkung kam von einem Renault 4CV. In der Literatur wird er als sehr einfach (engl.: „very poor“) beschrieben. Sauter formte eine Karosserie aus Aluminium, die sich im Stil an zeitgenössischen Lotus-Modellen orientierte. Als Antrieb diente ein von Mantzel getunter Dreizylindermotor von DKW, der 65 PS leistete. Peter Monteverdi und Hans Herrmann testeten den Bamosa im Dezember 1959 auf dem Hockenheimring. Dabei erwies sich das Chassis als instabil; das Auto war sehr verwindungsfreudig. Da auch Sauter die technischen Lösungen Monteverdis für nicht konkurrenzfähig hielt, wurde der Bamosa im Anschluss an den Hockenheim-Test aufgegeben.
Sauter überarbeitete das Chassis und brachte es mit unveränderter, dem Bamosa entsprechender Karosserie später unter eigenem Namen an den Start.

#### Typ A / Machan
Das Konzept des Bamosa wiederholte Monteverdi mit dem 1960 aufgebauten MBM Typ A. Das grundsätzliche Layout des Typ A stimmte mit dem des Bamosa überein: Beide Fahrzeuge waren als Mittelmotorwagen ausgelegt; der Tank und der Wasserkühler befanden sich, um ein ausgeglichenes Gewichtsverhältnis zu erreichen, im Wagenbug. Gegenüber dem Bamosa hatte Monteverdi allerdings den Gitterrohrrahmen deutlich verstärkt. Die verwendeten Rohre hatten nun eine Wandstärke von 2 mm, und Monteverdi hatte zahlreiche zusätzliche Verstrebungen eingebaut. Die Vorderradaufhängung kam nach wie vor von VW, die Lenkung wurde nun aber von ZF bezogen. Im Heck verbaute Monteverdi eine Schwingachse mit Schraubenfedern mit parallelen Zugstreben. Die Verzögerung erfolgte über vier Trommelbremsen von Lockheed; der Wagen hatte zwei unabhängige Kreislaufsysteme für die Bremsflüssigkeit. Als Antrieb diente wie im Bamosa ein Zweitakt-Dreizylinder von DKW, den Mantzel überarbeitet hatte. Je nach Quelle leistete der Motor 85, 95 oder 110 PS. Die Kraftübertragung erfolgte über ein Vierganggetriebe, das ein serienmässiges VW-Gehäuse verwendete, aber speziell konstruierte, von einem Betrieb in Rheinfelden hergestellte Zahnradsätze verfügte. Die Karosserie hatte Peter Monteverdi selbst entworfen. Beim ersten Exemplar des Typ A war sie aus Aluminium gefertigt; alle späteren Exemplare hatten einen Kunststoffaufbau, den Willy Kaufmann in Kreuzlingen herstellte. Im Verkaufsprospekt von 1960 bezeichnete MBM sie als „die erste Kunststoffkarosserie im Rennwagenbau“. Die Höchstgeschwindigkeit wurde mit 225 km/h angegeben; sie wurde bei 6.700 Umdrehungen pro Minute im vierten Gang erreicht.
MBM bot den Typ A für 17.000 Schweizer Franken bzw. 4.000 US-$ zum Kauf an. Insgesamt entstanden zehn Exemplare des Typ A. Eines der Fahrzeuge wurde an den Schweizer Rennstall Écurie HOBA geliefert, der anteilig Peter Monteverdi gehörte. Monteverdi ging 1960 für HOBA bei einigen Formel-Junior-Rennen an den Start. Beim Training zu einem Rennen in Aix-les-Bains beschädigte der seinen Typ A durch einen Fahrfehler irreparabel.
Sechs Fahrzeuge wurden in die USA geliefert, wo sie nach einzelnen Quellen teilweise als „Machan“ bezeichnet wurden. Es gibt Berichte, dass einzelne von ihnen bei amerikanischen Rennen eingesetzt wurden. Fahrer waren dort Walter Lubinski, Curt Gonstead und James Johnston. Ein weiteres Exemplar des Typ A wurde zudem nach Finnland verkauft.

#### Typ B

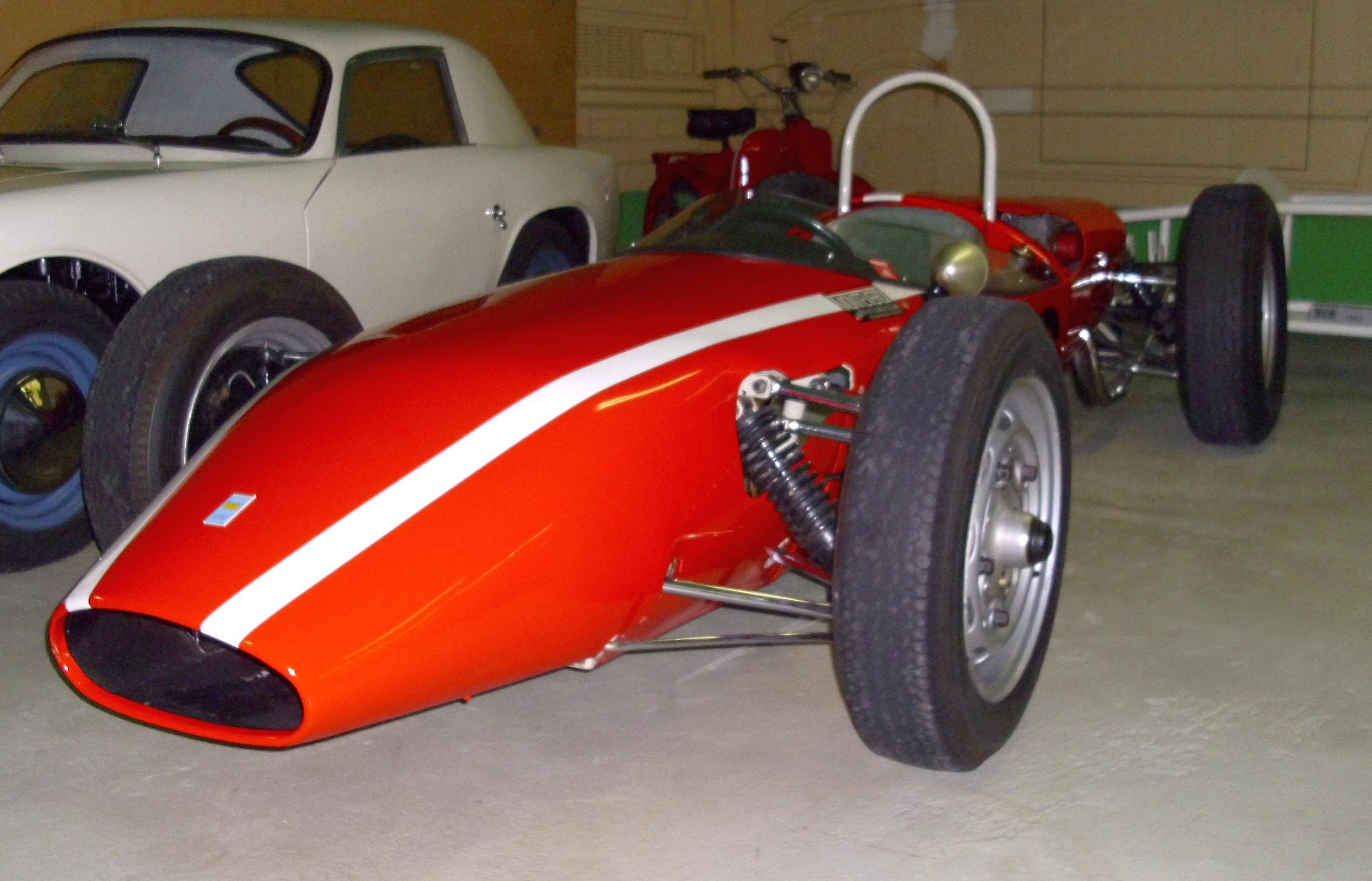
MBM Typ B Formel-Junior-Rennwagen von 1960 mit flacher Motorabdeckung

Der im Frühjahr 1960 konstruierte Typ B war eine verbesserte Version des Typ A. Der Gitterrohrrahmen blieb ebenso wie die Karosserie unverändert; allerdings gab es nun die Möglichkeit, alternativ zur bekannten, in Kopfstützen mündenden hohen Motorhaube eine flache Abdeckung zu installieren. Neu war die Hinterachsaufhängung: Sie bestand aus oberen, quer eingebauten Halbelliptikfedern; darunter waren Dreieckslenker mit einer Zugstrebe für jede Fahrzeugseite angebracht. Die Antriebswelle bezog Monteverdi von Citroën. Anders als im Typ A, setzte MBM im Typ B einen Dreizylinder-Zweitaktmotor von DKW ein, der von Gerhard Mitter getunt worden war. Seine Leistung wurde mit 90 PS angegeben.
Der Typ B blieb ein Einzelstück. Der Wagen wurde an die Écurie HOBA geliefert und in der zweiten Hälfte des Jahres bei einem Dutzend Formel-Junior- und Bergrennen von Peter Monteverdi gefahren. Beim Schauinslandrennen und beim Gaisbergrennen 1960 wurde Monteverdi im Typ B jeweils als Dritter gewertet, und ein Rennen in Verdun beendete er im September 1960 als Sieger. Peter Monteverdi bezeichnete den Typ B, den er für ein problemloses Auto hielt, als sein „Lieblingsfahrzeug“.

#### Typ C
Im Herbst 1960 entwickelte Monteverdi den MBM Typ C. Er folgte im Grundkonzept dem B-Modell, hatte aber einen gänzlich neu konstruierten Gitterrohrrahmen, dessen Rohre eine Wandstärke von 1 mm aufwiesen. Auch die Aufhängung war neu konzipiert. Vorne verwendete MBM Dreiecksquerlenker in ungleicher Länge, während am Heck oben einfache Querlenker und unten Dreieckslenker sowie Zugstreben angebracht waren. Vorn und hinten waren Schraubenfedern mit Teleskopstossdämpfern vorgesehen. Zwei Exemplare des Typ C wurden mit einem von Mitter getunten DKW-Zweitaktmotor ausgestattet. Die Motorleistung wurde mit 85 PS angegeben.
Der Typ C entstand in drei Exemplaren. Eines der Fahrzeuge mit DKW-Motor übernahm die Écurie HOBA. Es wurde 1961 gelegentlich von Peter Monteverdi gefahren. Das zweite DKW-Modell verlieh MBM 1961 für einige Rennen an Richard von Frankenberg. Das dritte Exemplar des Typ C erhielt einen Vierzylinder-Viertaktmotor, der einem Ford Anglia entnommen und von Monteverdi getunt worden war. Monteverdi erhöhte den Hub um 5 mm und die Verdichtung auf 9,5:1. Mit vier Vergasern von Dell’Orto ausgestattet, erreichte der Motor eine Höchstleistung von 90 PS.

#### Typ D
Im Dezember 1960 entwickelte MBM das vierte Modell, den Typ D. Der Rohrrahmen entsprach dem des Typ C. Im Interesse einer ausgeglichenen Gewichtsverteilung wurde der Benzintank, der sich bei den früheren Modellen im Wagenbug befunden hatte, nun unter dem Fahrersitz installiert. Diese Anordnung war nicht unproblematisch. Beobachter sahen darin ein Sicherheitsrisiko, sodass dem Typ bei einigen Rennen die Starterlaubnis verweigert wurde. Die Vorderradaufhängung entsprach der des Typ C. Die Hinterradaufhängung hingegen wurde erneut überarbeitet. Sie entsprach nun konzeptionell der Vorderradaufhängung. Als Antrieb verwendete MBM getunte Ford-Anglia-Motoren; die Kraftübertragung erfolgte über ein Fünfganggetriebe. Die Zahnstangenlenkung wurde von der Renault Dauphine übernommen. Vorne verzögerten Scheibenbremsen von Dunlop, hinten Trommelbremsen von Porsche.
MBM stellte im Frühjahr 1961 vier Exemplare des Typ D her. Eines davon ging wiederum an die mit Peter Monteverdi verbundene Écurie HOBA. Das Auto debütierte im Mai 1961 bei einem Bergrennen in Kandersteg.

### Formel 1

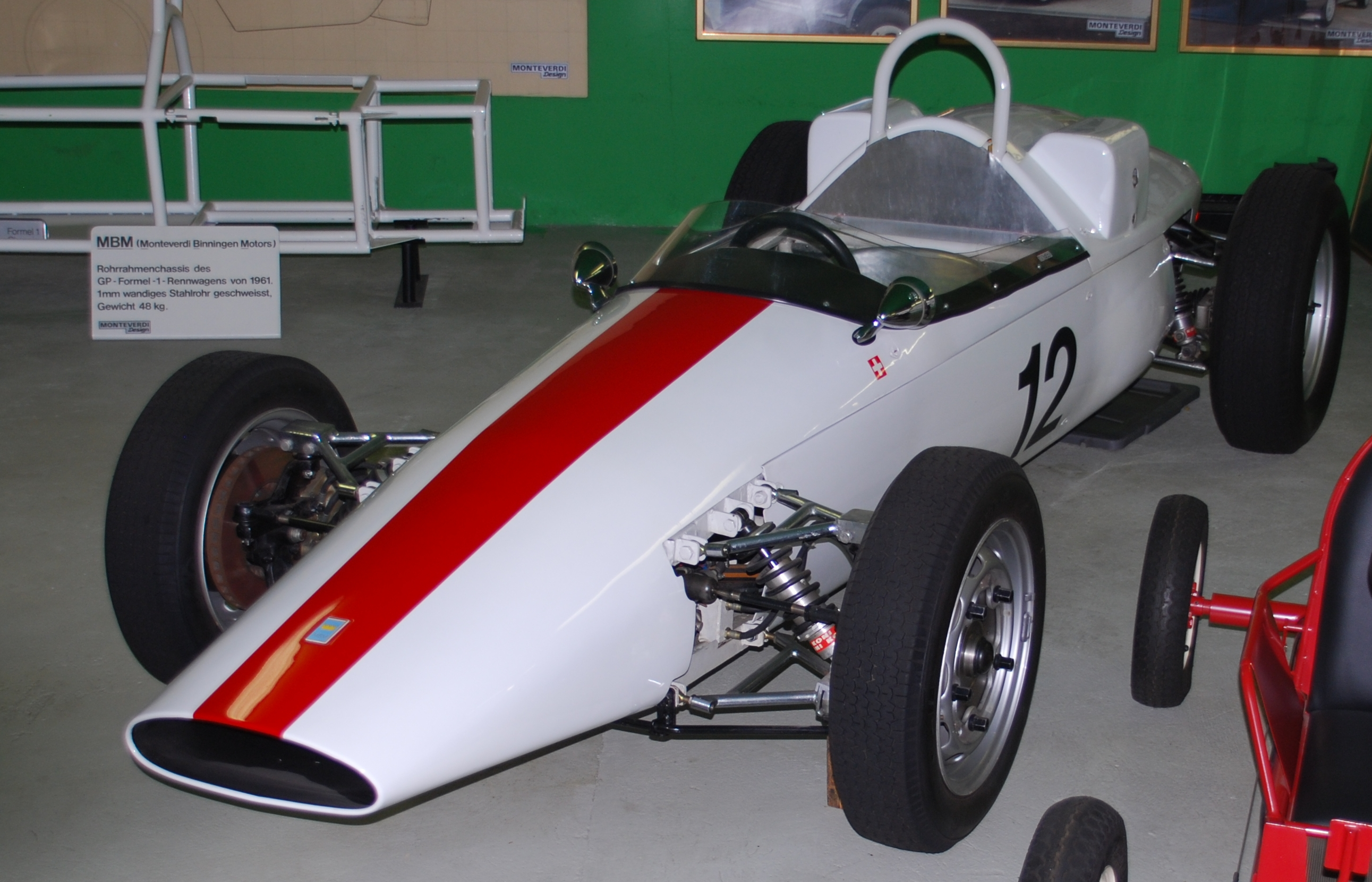
Formel-1-Fahrzeug von MBM (1961)

Im Laufe des Jahres 1960 entwarf Peter Monteverdi einen Rennwagen nach Formel-1-Konfiguration. Hierbei handelte es sich im Kern um einen etwas vergrösserten Formel Junior-Wagen, in den ein Vierzylinder-Boxermotor vom Porsche 718 (RSK) eingebaut worden war. Da Porsche die Lieferung eines Motors verweigert hatte, kaufte Monteverdi bei Porsche ein vollständiges Auto, entnahm den Motor und installierte ihn in seinem eigenen Fahrzeug.
Mit seinem Formel-1-Fahrzeug nahm Peter Monteverdi 1961 selbst an einigen Schweizer Bergrennen teil. 1961 meldete sich Monteverdi zum Grossen Preis der Solitude, einem Autorennen in der Nähe Stuttgarts, das in diesem Jahr erstmals für Fahrzeuge der Formel 1 ausgeschrieben war. Monteverdi qualifizierte sich hierzu als Letzter. Im Rennen kam er nur zwei Runden weit, dann musste er mit Motorproblemen aufgeben.
Bei einem Rundrennen auf dem Hockenheimring im Oktober 1961, das im Vorfeld des Grossen Preises von Deutschland stattfand, verunglückte Monteverdi schwer. Der Wagen wurde stark beschädigt. Monteverdi entschied sich daraufhin, unverzüglich den Rennsport aufzugeben. Einigen Berichten zufolge wurde das Wrack seines Formel-1-Wagens im Keller seiner Werkstatt in Basel einbetoniert. Der zurzeit im Monteverdi-Museum ausgestellte MBM-Formel-1-Wagen ist eine Rekonstruktion.
1990, nachdem er die Herstellung von Strassensportwagen bereits wieder aufgegeben hatte, erschien Peter Monteverdi ein weiteres Mal in der Formel 1. Zu Saisonbeginn hatte er den britischen Rennstall Onyx übernommen und führte ihn ein knappes halbes Jahr lang unter dem Namen Onyx-Monteverdi (später Monteverdi) fort.

### Sportwagen

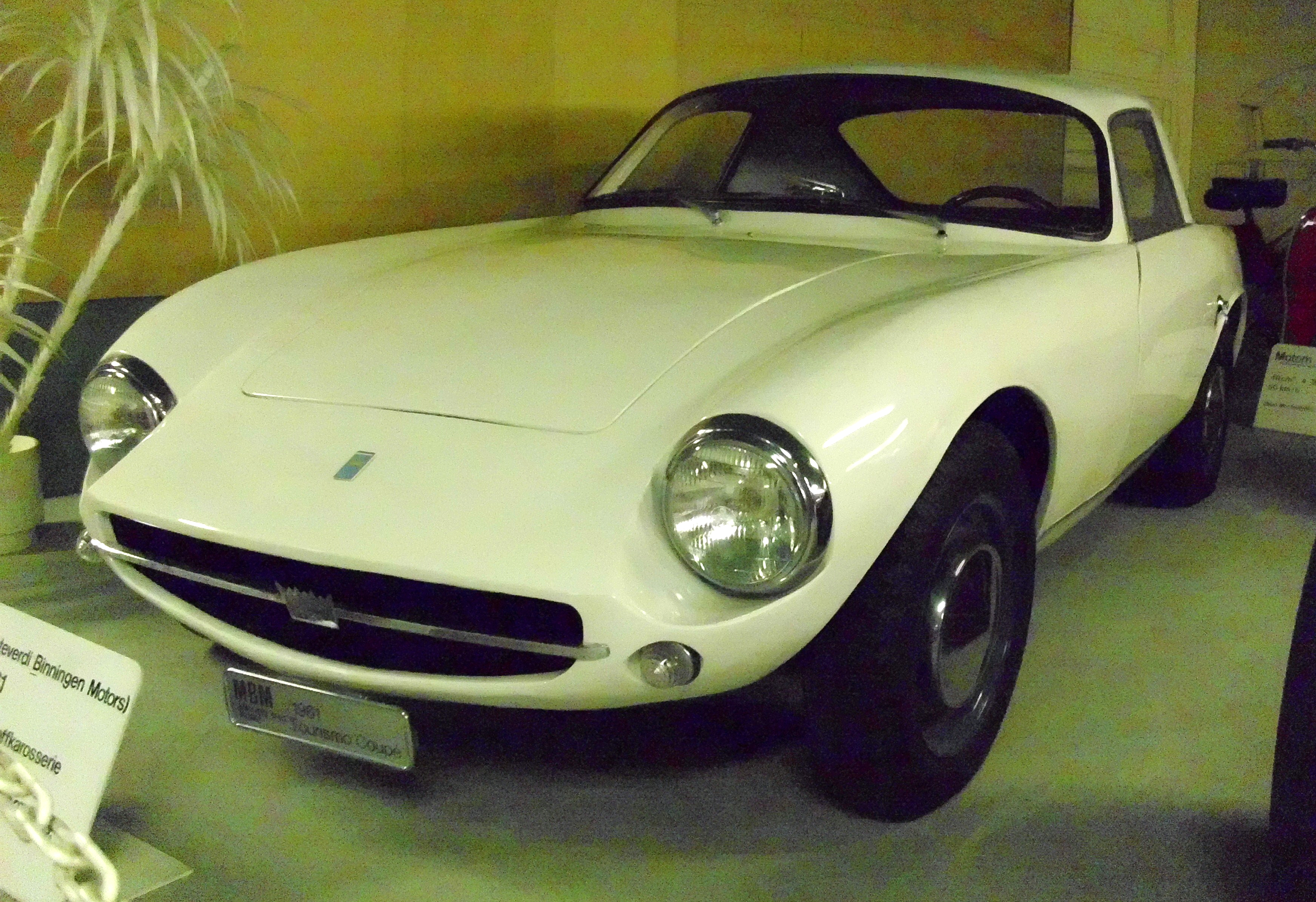
MBM Tourismo von 1961

Vor der Gründung von Automobile Monteverdi im Jahr 1967 produzierte Peter Monteverdi nur sehr wenige Strassensportwagen. Der erste von ihm entworfene Sportwagen war ein Coupé auf der Basis des Ferrari 750 Monza, das über ein festes Dach und Flügeltüren verfügte. Das Auto blieb ebenso ein Einzelstück wie der 1960 entstandene MBM Sport. Beim MBM Sport handelte es sich um eine Barchetta mit Gitterrohrrahmen und einem Motor von OSCA, deren Verbleib ungeklärt ist.

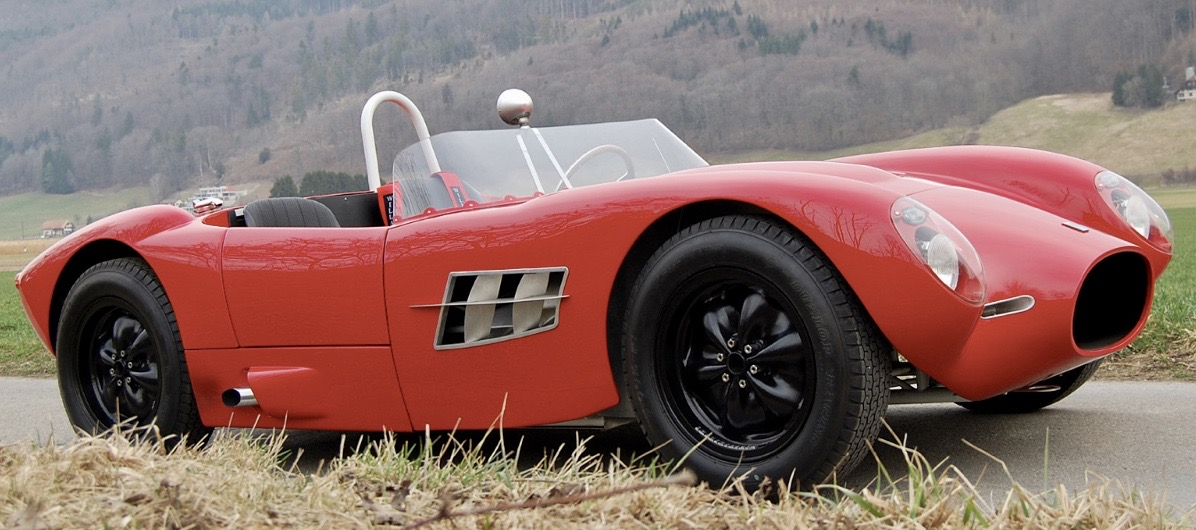
MBM SP-100 Prototyp

1960 baute Peter Monteverdi den nur 425 kg schweren MBM Sport mit 100 PS 74 kW. Das Fahrzeug war ein auf niedriges Gewicht getrimmter offener Sportwagen. Es hatte einen Osca-Motor mit zwei obenliegenden Nockenwellen und zwei Schaltgetriebe, ein Vierganggetriebe vorne und ein Fünfganggetriebe hinten. Das vordere Getriebe diente zum Gangwechsel während des Fahrens, während mit dem hinteren die fünf Endübersetzungen gewählt werden konnte. Der Motor ruhte hinter der Vorderachse, vier Dunlop-Scheibenbremsen sorgten für Verzögerung, alle Räder waren einzeln aufgehängt, die hinteren Scheibenbremsen waren innenliegend am Differential angeordnet. Die «Wobbly»-Räder bestanden aus Elektron, einer leichten Magnesium-Legierung. Der Rohrrahmen war eine Schweisskonstruktion. Die Barchetta-Karosserie trieb der Basler Karosseriebauer Peter Häner aus dünnem Aluminiumblech nach Ideen von Peter Monteverdi. Monteverdi dachte bereits an eine Serienfertigung, zumindest druckte er Verkaufsprospekte und stellte den Wagen auch an der Londoner Rennwagen-Show im Dezember 1961 aus. 29'000.- Schweizer Franken sollte der Wagen kosten, 50 Prozent mehr als ein Porsche 356 Super 90 oder etwas teurer als ein Jaguar E-Type, doch der Wagen blieb ein Einzelstück.
Grössere Ambitionen hatte Monteverdi mit dem 1962 vorgestellten MBM Turismo, einem kleinen geschlossenen Coupé mit Rohrrahmen und einer Kunststoffkarosserie. Als Antrieb diente ein Ford-Anglia-Motor, der 85 PS (62 kW) geleistet haben soll. Die Höchstgeschwindigkeit soll bei 185 km/h gelegen haben. Während Peter Monteverdi den Tourismo als Eigenkonstruktion bezeichnete, sind Automobilhistoriker inzwischen der Ansicht, dass es sich dabei um einen Nachbau des von Heron Plastics hergestellten Coupés Europa handelte. Eine geplante Serienproduktion kam nicht zustande.